# Teza (film)
Pour les articles homonymes, voir Teza.
Pour plus de détails, voir Fiche technique et Distribution.
Teza est un film éthiopien réalisé par Hailé Gerima, sorti en 2008.

## Synopsis
Dans les années 70, Anberber quitte le village éthiopien de son enfance pour partir étudier en Allemagne de l'Est. Lorsqu'il revient, vingt ans plus tard, amputé d'une jambe, Anberber ne reconnaît plus son pays, et fait face à la réalité d'une guerre civile persistante. Il est alors déchiré intérieurement et cherche à retrouver de l'espoir au sein de l'Éthiopie contemporaine.

## Fiche technique
- Titre : Teza
- Réalisation : Hailé Gerima
- Scénario : Hailé Gerima
- Image : Mario Masini
- Musique : Vijay Iyer et Jorga Mesfin
- Son : Abduraman Adan et Olav Gross
- Montage : Haïlé Gerima et Loren Hankin
- Production : Philippe Avril, Karl Baumgartner, Marie-Michèle Cattelain, Hailé Gerima, Johannes Rexin
- Sociétés de production : Mypheduh, Pandora Film, Unlimited, Westdeutsher Rundfunk
- Langues : amharique, anglais, allemand
- Format : couleur - 1,85:1 - Dolby Digital - super 16 mm
- Pays :  Éthiopie,  Allemagne et  France
- Genre : drame
- Durée : 140 minutes
- Date de sortie : Mostra de Venise, 2 septembre 2008 ; France, 28 avril 2010

## Distribution
- Aaron Arife : Anberger
- Abeye Tedla : Tesfaye
- Teje Tesfahun : Azanu
- Nebiyu Baye : Ayalew
- Takalech Beyene : Tadfe
- Mengistu Zelalem : Anberber enfant
- Wuhib Bayu : Abdul
- Veronika Avraham : Gabi
- Araba Evelyn Johnston-Arthur : Cassandra

## Distinctions
- Prix du meilleur scénario et prix spécial du jury à la Mostra de Venise 2008
- Grand prix au Festival international du film d'Amiens 2008
- Grand prix des Journées cinématographiques de Carthage 2008
- Étalon d'or de Yennenga, FESPACO 2009